# Carlos Paredes
Carlos Paredes   (Coïmbra, 16 de febrer de 1925 - Lisboa, 23 de juliol de 2004) va ser un compositor portuguès i músic de guitarra portuguesa. Va ser un dels grans divulgadors i que va fer popular la guitarra portuguesa. És considerat un dels símbols de la cultura portuguesa recent. A més de les influències dels seus avantpassats (pare, avi i oncle; el pare, Artur Paredes, va ser un gran mestre de la guitarra de Coimbra), Paredes va mantenir un estil musical coimbrão, la seva guitarra era de Coimbra i la pròpia afinació era del Fado de Coimbra. La seva vida a Lisboa el va marcar i li va inspirar molts dels seus temes i composicions. Va ser militant del Partit Comunista Portuguès des de 1958.

## Biografia
Fill del famós compositor i guitarrista Artur Paredes i net i besnet de guitarristes (Gonçalo Paredes i António Paredes), va començar a estudiar guitarra portuguesa a quatre anys amb el seu pare. Va anar al Liceu Passos Manuel i va començar a tenir classes de violí a l'Acadèmia d'Aficionats de Música.
El 1934, la família es va mudar a Lisboa. El pare era funcionari del BNU i el van destinar a la capital. Va abandonar l'aprenentatge del violí per dedicar-se, sota l'orientació del pare, completament a la guitarra portuguesa.
El 1958, la policia política de la dictadura, la PIDE, el va capturar per oposar-se a Salazar i el van acusar de pertànyer al Partit Comunista Portuguès, al qual Carlos Paredes havia començat a militar a principis d'aquell any i fins al final de la seva vida. En ser alliberat a finals de 1959, va ser expulsat de la funció pública després d'un judici.
L'any 1962 va ser convidat pel director Paulo Rocha per compondre la banda sonora de la pel·lícula Os Verdes Anos.
Va tocar amb molts artistes, com Charlie Haden, Adriano Correia de Oliveira i Carlos del Carmo. Va escriure moltes músiques per a pel·lícules i el 1967 va enregistrar el seu primer LP: Guitarra Portuguesa.

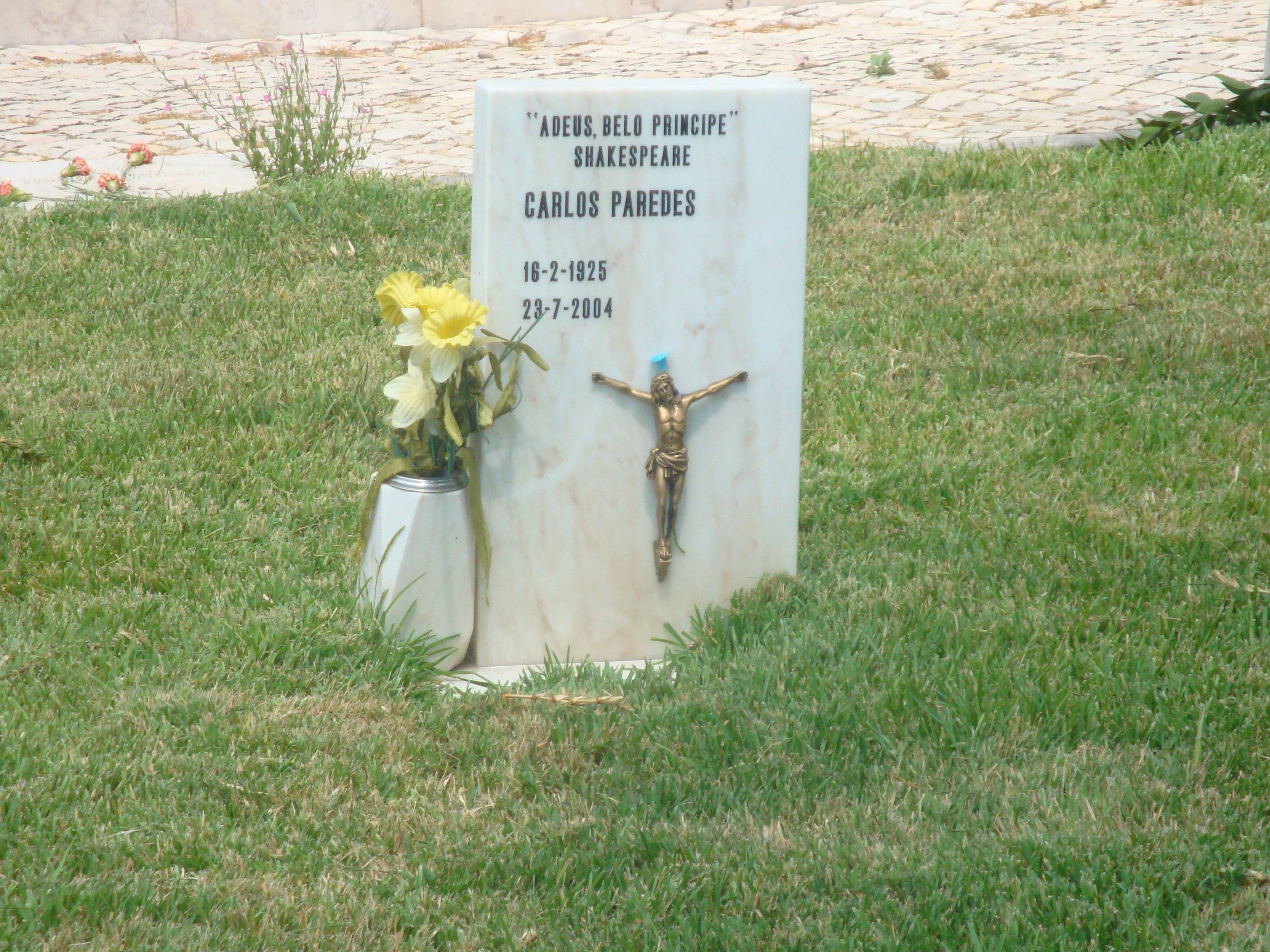
Sepultura de Carlos Paredes al Talhão dos Artistas del Cementiri dels Prazeres, a Lisboa

Quan els presos polítics van ser alliberats després del 25 d'abril de 1974, van ser vists com a herois. Tanmateix, Carlos Paredes sempre es va negar a aquest estatus, donat pel poble. Es va incorporar com a treballador de l'Hospital de São José i va recórrer el país, actuant en sessions culturals, musicals i polítiques simultàniament, i va mantenir sempre una vida senzilla.
L'activisme polític actiu va acompanyar Carlos Paredes al llarg de la seva vida, fins i tot va participar concerts musicals, com en les edicions de la Festa do Avante.
Una malaltia del sistema nerviós cèntric (mielopatia) li va impedir de tocar durant els últims onze anys de la seva vida. Va morir a 23 de juliol de 2004 a la Fundació Lar Nossa Senhora da Saúde de Lisboa, i es va decretar dol nacional. Va ser sepultat al Talhão dos Artistas del Cementiri delsPrazeres, a Lisboa.

## Discografia[calcitació]

### Àlbums

#### 1967 «Guitarra portuguesa»
- Variações em ré maior
- Porto Santo
- Fantasia
- Melodia núm. 2
- Dança
- Verdes anos
- Divertimento
- Romance núm. 1
- Romance núm. 2
- Pantomima (sem acompanhamento)
- Melodia núm. 1

(Acompanyament a la guitarra clàssica de Fernando Alvim)

#### 1971 «Movimento perpétuo»
- Movimento perpétuo
- Variações em ré menor
- Danças portuguesas N.2
- Variações em mi menor
- Fantasia N.2
- Valsa
- Variações sob uma dança popular
- Mudar de vida - tema
- Mudar de vida - música de fundo
- António Marinheiro - tema da peça
- Canção
- 1980 – “O oiro e o trigo” (editado na RDA)

#### 1983 «Concerto em Frankfurt»
- Canto do amanhecer
- Canto de trabalho
- Canto de embalar
- Canto de amor
- Canto de rua
- Canto de rio
- A montanha e a planície
- Dança palaciana
- Sede
- Dança dos camponeses
- In Memoriam
- Festa da Primavera
- Variações

#### 1987 «Mirall de Sons»
- Coimbra e o Mondego: Variações
  - Variações sobre o Mondego, de Gonçalo Paredes
  - Variações em Ré Menor, de Artur Paredes
  - Variações em Lá Menor, de Artur Paredes
- Os amadores: Desenho duma melodia
  - Amargura
  - O discurso
- A canção: Melodia para um poeta
  - Canção de Alcipe
- O teatro: A noite
  - O fantoche
- Lisboa e o Tejo: Canto do amanhecer
  - Serenata
  - Dança palaciana
  - Canto de trabalho
  - Jardins de Lisboa (Verdes anos)
  - Canto de rua
  - Canto do rio
- A dança: Prólogo - Abertura para um bailado
  - Raiz (Dança melancólica)
  - Dança de camponeses
- A mãe e o lar: Canto de embalar
  - Canto de amor
- Contrastes: Sede
  - Canto da primavera

#### 1989 «Asas Sobre o Mundo»
- Asas sobre o mundo
- Nas asas da saudade
- Canto do amanhecer
- Canto de rua
- Canto de trabalho
- Canto de amor
- Verdes anos
- Canto de embalar
- Dança dos camponeses
- Marionetas
- Raiz
- Sede
- Canto de primavera
- Variações sobre o Mondego
- Variações sobre o Mondego N.1
- Variações sobre o Mondego N.2
- Canto do Tejo
- Serenata no Tejo
- Fado moliceiro
- Desenho duma melodia
- O discurso
- A noite Amargura
- 1994 - «O Melhor dos Melhores»
- 1996 – “Na corrente” (compilação de material inédito)

#### 2000 «Canção para Titi: Os inéditos 1993»
- Memórias
- Valsa diabólica
- Uma canção para minha mãe
- Escadas do quebra costas
- Canção para Titi
- Mar Goês
- Arcos do jardim
- Arco de Almedina
- Discurso

### Àlbums en col·laboració
- 1970 – “Meu país”, de Cecília Melo
- 1975 – “É preciso um país”, com Manuel Alegre

#### 1986 «Invenções Livres», com António Vitorino d'Almeida
- Improviso 1
- Improviso 2
- 1990 – “Dialogues”, amb Charlie Haden

### Antologies
- 1998 – O Melhor de Carlos Paredes: Guitarra
- 2002 – Uma Guitarra com Gente Dentro
- 2003 – O Mundo segundo Carlos Paredes (obra completa)
- 2010 – A Voz da Guitarra

### EP
- 1962 – "Variações em Si Menor / Serenata / Variações em Lá Menor / Danças"
- 1963 – “Guitarradas sob o Tema do Filme «Verdes Anos»”

### Pel·lícules
La música de Carlos Paredes va ser utilitzada en diverses pel·lícules:
- 1960 – “Rendas de metais preciosos” de Cândido da Costa Pinto
- 1962 – “Verdes anos” de Paulo Rocha e “P.X.O.” de Pierre Kast i Jacques Doniol-Valcroze
- 1964 – “Fado corrido” de Jorge Brum do Canto
- 1965 – “As pinturas do meu irmão Júlio” de Manoel de Oliveira
- 1966 – “Mudar de vida” de Paulo Rocha i “Crónica do esforço perdido” d'António de Macedo
- 1968 – “A cidade” de José Fonseca i Costa i "Tráfego e estiva” de Manuel Guimarães
- 1969 – “The Columbus route” de José Fonseca i Costa i “Na corrente” (documental) d'Augusto Cabrita
- 1970 – “Hello Jim” d'Augusto Cabrita
- 2006 – “Movimentos Perpétuos: Tributo a Carlos Paredes” d'Edgar Pêra